# Delingan
Delingan is een bestuurslaag in het regentschap Karanganyar van de provincie Midden-Java, Indonesië. Delingan telt 4522 inwoners (volkstelling 2010).